# Mirin

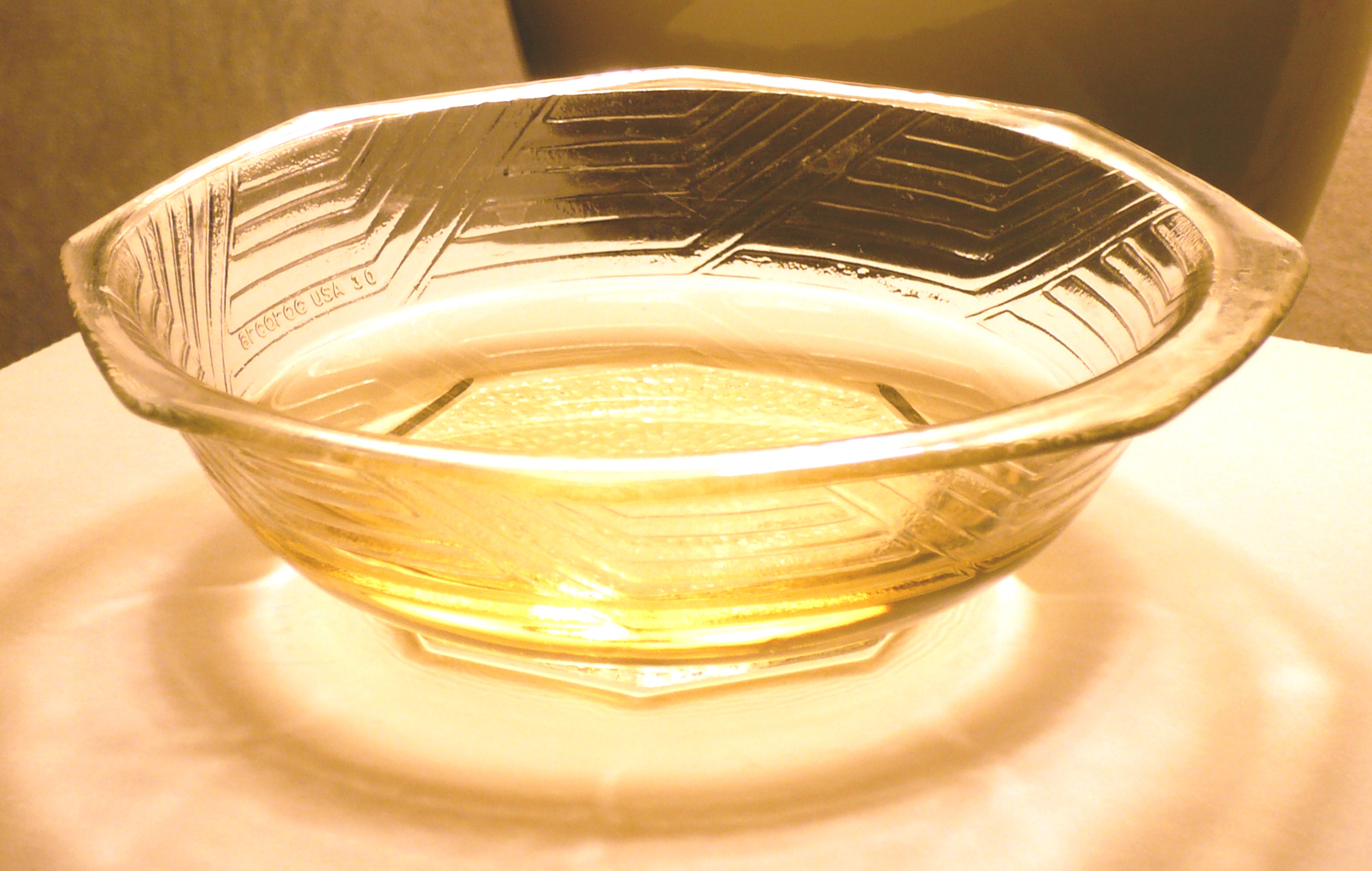
Mísa naplněná mirinem

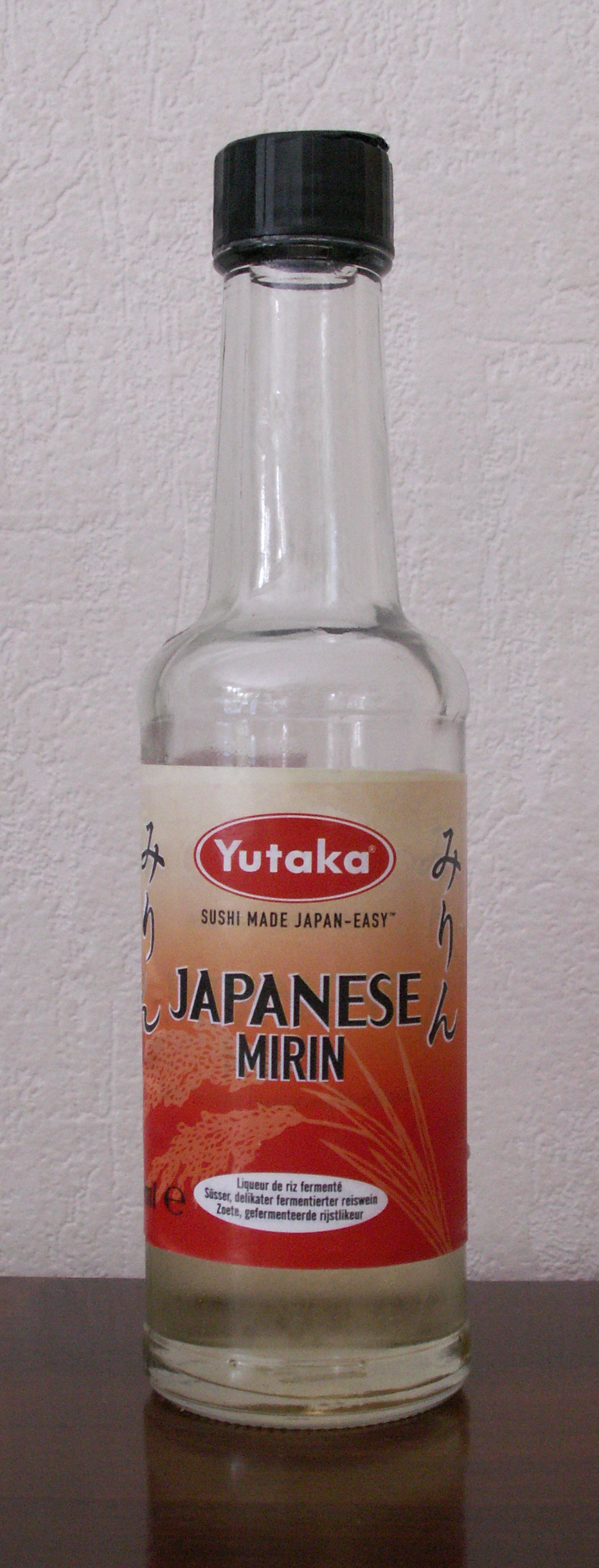
Láhev mirin

Mirin (kandži:味醂 , hiragana:みりん) je druh sladkého japonského rýžového vína. Patří mezi základní koření japonské kuchyně. Je podobné sake, ale obsahuje menší množství alkoholu a větší množství cukru. Obsah alkoholu se ještě víc sníží, když se víno zahřívá.

## Typy
Existují tři základní druhy mirinu. První je hon mirin, který obsahuje přibližně 14 % alkoholu a je vyráběna čtyřiceti až šedesáti denní sacharifikací. Druhý je šio mirin. Aby nemusela být na výrobek placena daň z alkoholických nápojů, obsahuje kromě alkoholu 1,5 % soli. Třetí je šin mirin nebo také mirin-fu čomirjó, které obsahuje méně než 1 % alkoholu, ale stále si uchovává typickou chuť.

## Užití
V období Edo byl mirin konzumovaný v podobě amazake (sladký rýžový nízkoalkoholický nebo nealkoholický nápoj). Pomocí mirinu a směsi koření může být vytvořeno také toso, které je tradičně popíjeno o japonském novém roku. Používá se pro přípravu omáčky na terijaki.
Konzumace mirinu se podle regionů liší. V regionu Kansai nechávají lidé mirin lehce povařit, aby se část alkoholu vypařila. Takhle upravené mirin pak nazývají nikiri mirin. Naopak v Kantó se nijak před pitím neupravuje.